# Cecidomyia frauenfeldi
Cecidomyia frauenfeldi är en tvåvingeart som först beskrevs av Ignaz Rudolph Schiner 1868.  Cecidomyia frauenfeldi ingår i släktet Cecidomyia och familjen gallmyggor. Inga underarter finns listade i Catalogue of Life.